# Muzeum Armii w Sztokholmie
Muzeum Armii w Sztokholmie (szw. Armémuseum) – muzeum wojskowe z siedzibą w Sztokholmie w Szwecji w dzielnicy Östermalm.
Muzeum poświęcone historii wojskowości zostało ponownie otwarte w roku 2002 po długiej przerwie, uzyskując w 2005 roku tytuł najlepszego muzeum w Sztokholmie. Mieści się ono w budynku arsenału. W muzeum na ekspozycji można zobaczyć m.in. trofea wojenne i flagi zdobyte w czasie wojen w XVII-XVIII wieku, umundurowanie, broń i pojazdy, a także egzemplarz Enigmy.
W muzeum znajdują się liczne zabytki zrabowane przez Szwedów w Polsce podczas wojen o Inflanty, Potopu i wojny północnej. M.in:
- turecki namiot zdobyty przez Jana III Sobieskiego pod Wiedniem w 1683 r., który wpadł w ręce Szwedów pod Kliszowem w 1702 r.,
- armata Melusina z herbem Polski, herbem "Trąby" Radziwiłłów, napisem Nieśwież i podpisem Mozlfelta,
- pięć tzw. "armat Galickiego" z XVII wieku,
- sztandar jazdy polskiej z białym orłem z końca XVI wieku,
- sztandar z 1636 roku z napisem „Ladislaus IV, rex Poloniae et Sueciae” i polskim orłem oraz herbami Szwecji i Norwegii,
- sztandar wygnańczy króla Jana Kazimierza z 1655 roku,
- dwie chorągwie króla Jana Kazimierza,
- sztandar miasta Sokal z 1563 roku z herbem miasta i białym orłem,
- sztandar milicji miejskiej Torunia z 1703 roku,
- sztandar jazdy królewskiej z napisem "Vivat Casimirus Rex Poloniae",
- chorągiew króla Zygmunta III,
- chorągiew państwowa króla Zygmunta III.

Inne polskie zabytki na terenie Szwecji znajdują się m.in. w Zbrojowni Królewskiej w Sztokholmie, w zbiorach zamku Skokloster, oraz w zbiorach zamku Gripsholm. 